# Asura tricolor
Asura tricolor là một loài bướm đêm thuộc phân họ Arctiinae, họ Erebidae.